# Mih Ouansa
Mih Ouansa è un comune dell'Algeria, situato nella provincia di El Oued.